# Brhlovce
Brhlovce jsou obec na Slovensku v Nitranském kraji, v okrese Levice. Ke konci roku 2013 zde žilo 315 obyvatel.

## Historie
Obec vznikla roku 1952 spojením obcí Dolní Brhlovce a Horní Brhlovce. Roku 1917 zachvátil obce požár, při kterém vyhořel i místní kaštiel. Lidé zde pracovali převážně v zemědělství, dále také v tkalcovství, košíkářství, těžbě tufu a kamenictví. V roce 1983 byly zdejší soubory lidové venkovské architektury prohlášeny za památkovou rezervaci.

### Horní Brhlovce
První písemná zmínka pochází z roku 1245, kdy je uvedena jako Burfeu a byl v majetku zemanů z Brhlovců. Od roku 1506 ji vlastnili Kálnayovci, později se majitelé často střídali. V roce 1815 zde stálo 9 domů, roku 1828 už 25 domů, ve kterých žilo 155 obyvatel. Jako Horní Brhlovce (maďarsky Kálnaborfő) se obec poprvé objevuje roku 1920. Obyvatelé se zabývali hlavně zemědělstvím a vinařstvím.

### Dolní Brhlovce
Obec byla v katastru obce Horní Brhlovce založena v 16. století. První písemná zmínka pochází z roku 1542, kdy je uvedena jako Boorfew. Roku 1773 je zmiňována jako Brhlovce a roku 1920 jako Dolní Brhlovce (maďarsky Tegzesborfő). Roku 1720 byla zemanskou obcí. V roce 1828 je zde uváděno 27 domů a 167 obyvatel.

## Pamětihodnosti
- Skalní obydlí Brhlovce
- Kostel Panny Marie Sedmibolestné